# Stadio comunale (Acireale)
Lo stadio comunale di Acireale è uno stadio calcistico di Acireale. Situato in piazza Cappuccini, in pieno centro della città, ha ospitato le partite dell'Acireale dal 1946 fino al 1993, allorquando il sodalizio acese si trasferì nel nuovo stadio Tupparello.
Il sodalizio acese conseguì nel suddetto impianto la maggior parte dei successi della sua storia. Per tali si intendono le promozioni in Serie D (1957-1958), in Serie C (1968-1969 e 1988-1989), in Serie C1 (1990-1991) e in Serie B (1992-1993).

## Storia
Fu inaugurato il 9 novembre 1930 in occasione della gara di Terza Divisione Sicilia 1930-1931 con il Cefalù (terminata 1 a 1) di fronte a numerose eminenti personalità acesi di allora, tra cui il vescovo Evasio Colli, il podestà Pietro Grassi ed il segretario politico Alessandro Politi.
All'inizio il Comunale era disposto in maniera diversa rispetto ad oggi, con una delle due porte che aveva il mare dietro.
In principio fu intitolato a Casimiro Carpinato, sportivo acese scomparso prematuramente. Ancora oggi chi proviene da Catania percorrendo la litoranea può notare la scritta "Casimiro Carpinato" nel muro che si affaccia sulla Timpa. Sul finire dello stesso decennio la denominazione mutò in Peppino Puglisi, cavaliere del lavoro, primo mecenate autentico per ciò che riguarda il calcio acese, presidente dell'Acireale nel 1931.
Nel Dopoguerra, il Comunale, con la Serie C, vide avversari del calibro di Catania, Messina e Reggina, a partire dal campionato 1946-1947.
La denominazione di "Comunale" viene assunta qualche stagione dopo e nella prima metà degli Anni '50 si provvede a modificare la disposizione della struttura, una porta a nord e l'altra sud; il mare, ora, è di fronte alla tribuna centrale, quella che verrà coperta in epoca successiva.
Via via, il Comunale diventa anche un luogo di forte aggregazione, per via della dislocazione in pieno centro, a poche centinaia di metri da piazza Duomo, una cinquantina dal centro di corso Umberto. Piazza Cappuccini, che sovrasta il campo sportivo, in alcune ore della giornata è più affollata del duomo stesso e la domenica è meta di persone sin dalle prime ore che precedono le gare interne ed anche in quelle successive, una consuetudine che resterà immutata sino al 1993, quando l'Acireale neo-promosso in Serie B dovrà lasciare l'impianto di piazza Cappuccini (o viale Regina Margherita) per la mancanza di vari requisiti imposti dalla Lega di competenza.
Il 13 ottobre del 1971 venne inaugurato l'impianto di illuminazione artificiale attraverso un'amichevole di lusso, contro il Napoli di José Altafini. Per l'evento, gli spalti dell'impianto furono gremiti in ogni ordine di posto, tant'è che l'inviato del Corriere dello sport indicò erroneamente in trentamila gli spettatori.
L'Acireale disputò l'ultima gara sul terreno del Comunale il 30 maggio 1993, contro la Reggina, vincendo per due reti a una.
L'impianto ospita le gare delle squadre minori cittadine. In particolare il Real Aci, che disputa il campionato di promozione regionale.

## Struttura
La capienza è di circa 4 700 posti ma lo stadio riusciva a contenere fino a 5000 posti, tuttavia i settori dello stadio sono divisi tra una tribuna centrale coperta, realizzata principalmente con una struttura di tralicci d'acciaio, la prospiciente gradinata - soprannominata "fossa dei leoni" - e la curva adibita a settore ospiti.

## Capienza dello stadio
- Tribuna centrale: 3.000 posti
- Gradinata: 1.200 posti
- Settore ospiti: 500 posti
- Totale: 4.700 posti

## Ultima Partita
L'ultima partita dell'Acireale calcio al comunale risale al 1993 in occasione dell'ultima giornata casalinga contro la Reggina, partita finita in favore degli acesi per 2-1 davanti a circa 5.000 spettatori.